# Wailly
Wailly település Franciaországban, Pas-de-Calais megyében. Lakosainak száma 1076 fő (2022. január 1.). Wailly Dainville, Achicourt, Agny, Beaumetz-lès-Loges, Berneville, Blairville, Ficheux és Rivière községekkel határos.

## Népesség
A település népessége az elmúlt években az alábbi módon változott:
| Lakosok száma | 1079 | 1105 | 1125 | 1099 | 1091 | 1083 | 1076 | 1081 | 1076 |
|               | 2013 | 2015 | 2016 | 2017 | 2018 | 2019 | 2020 | 2021 | 2022 |